# Défense 2000
Neboder Défense 2000 (fr. Tour Défense 2000, nekada Tour PH3) neboder je u Parizu, glavnom gradu Francuske. Smješten je u gradskoj poslovnoj četvrti La Défense.
Ovaj je neboder najviša stambena zgrada u Francuskoj. Zgrada ima 47 katova i 370 stanova za populaciju od oko 900 ljudi. Vrtić zauzima prizemlje.
24-satna sigurnosna pošta.